# Вішан
Вішан (рум. Vișan) — село у повіті Ясси в Румунії. Входить до складу комуни Бирнова.
Село розташоване на відстані 319 км на північ від Бухареста, 5 км на південь від Ясс.

## Населення
За даними перепису населення 2002 року у селі проживали 426 осіб, з них 424 особи (99,5%) румунів. Усі жителі села рідною мовою назвали румунську.